# Jens Haustein
Jens Haustein (* 23. September 1956 in Bad Segeberg) ist ein deutscher Germanist.

## Leben
Von 1977 bis 1983 studierte er Germanistik und Geschichte in Göttingen, Freiburg im Breisgau und Berlin. Nach der Promotion 1986 in Göttingen und der Habilitation 1992 ebenda ist er seit 1993 Professor für germanistische Mediävistik in Jena. Seit 2017 ist er außerdem Vorsitzender des wissenschaftlichen Beirats der Wartburg-Stiftung.
Er ist ordentliches Mitglied der Sächsischen Akademie der Wissenschaften und korrespondierendes Mitglied der Göttinger Akademie. Er ist Mitherausgeber des Mittelhochdeutschen Wörterbuchs und an der Edition des Österreichischen Bibelübersetzers beteiligt, zudem leitet er das DFG-Projekt zur Herausgabe der deutschen Schriften Heinrich Seuses. Zuletzt erschien die Ausgabe der Lieder Muskatbluts, zusammen herausgegeben mit Eva Willms.
Seit 2013 ist er korrespondierendes Mitglied der Niedersächsischen Akademie der Wissenschaften zu Göttingen.

## Schriften (Auswahl)
- Der Helden Buch. Zur Erforschung deutscher Dietrichepik im 18. und frühen 19. Jahrhundert. Tübingen 1989, ISBN 3-484-15058-0.
- als Hrsg.: Goethe über das Mittelalter. Frankfurt am Main 1990, ISBN 978-3-458-32900-8.
- Marner-Studien. Tübingen 1995, ISBN 3-484-89109-2.
- als Hrsg. mit Eckhard Meineke und Norbert Richard Wolf: Septuaginta quinque. Festschrift für Heinz Mettke (= Jenaer germanistische Forschungen Neue Folge, Band 5). Heidelberg 1999.
- Zum Verhältnis von exemplarischer Erzählung und Exempel an drei Beispielen aus der deutschen Literatur des Mittelalters. Vortrag, gehalten in der Plenarsitzung der Sächsischen Akademie der Wissenschaften am 14. Oktober 2005. Stuttgart 2006, ISBN 3-7776-1484-X.
- als Hrsg. mit Regina D. Schiewer, Martin Schubert und Rudolf Kilian Weigand: Traditionelles und Innovatives in der geistlichen Literatur des Mittelalter. Stuttgart 2019, ISBN 3-17-037052-9.